# Doblina grandidieri
Doblina grandidieri is een insect uit de familie van de mierenleeuwen (Myrmeleontidae), die tot de orde netvleugeligen (Neuroptera) behoort. 
Doblina grandidieri is voor het eerst wetenschappelijk beschreven door Navás in 1927.